# اچ‌ام‌اس اکسپدیشن (۱۶۷۹)
اچ‌ام‌اس اکسپدیشن (۱۶۷۹) (به انگلیسی: HMS Expedition (1679)) یک کشتی بود که طول آن ۱۵۲ فوت ۱ اینچ (۴۶٫۴ متر) بود.